# Fundação Ubuntu
A Fundação Ubuntu foi criada em 1 de julho de 2005 por Mark Shuttleworth e Canonical Ltd., fundadores do sistema operacional Ubuntu, através de um aporte inicial de dez milhões de dólares. O propósito da fundação é garantir que os usuários do sistema operacional tenham acesso ao sistema operacional por um prazo estendido. 
O sistema operacional Ubuntu possui uma versão para servidores, que costumam necessitar de um auxílio por tempo maior do que os usuários por se tratar de um investimento empresarial. Além de garantir o suporte a usuários domésticos e empresas, a Fundação Ubuntu tem o propósito de garantir que a distribuição continue sendo realizada de forma gratuita. 
O Conselho Comunitário do Ubuntu vai atuar como conselheiro da fundação. Os membros atuais deste conselho são: Benjamin Mako Hill, Colin Watson, James Troup e Mark Shuttleworth(Chairman).